# 近藤勝彦
近藤 勝彦（こんどう かつひこ、1943年10月12日 - ）は、東京都出身の日本のキリスト教神学者、学校法人東京神学大学理事長。

## 人物
東京都出身。1966年、東京大学文学部哲学科卒業。1970年、東京神学大学大学院修士課程修了。ドイツに留学しチュービンゲン大学で神学博士を授与された。
帰国後、東京神学大学教授、同学長などを務める。2020年4月、学校法人東京神学大学理事長に就任（現職）。
他に、東京神学大学名誉教授。日本基督教団銀座教会協力牧師。

## 著書
- 現代神学との対話 （ヨルダン社 1985年10月）
- わたしたちの礼拝生活 （日本基督教団鳥居坂教会〔鳥居坂教会文庫〕 1987年12月）
- 礼拝と教会形成の神学 （ヨルダン社 1988年9月）
- 中断される人生 キリスト教入門 （教文館 1989年4月）
- わたしたちの信仰 日本基督教団信仰告白解説 （日本基督教団鳥居坂教会〔鳥居坂教会文庫〕 1992年11月）
- 教会と伝道のために （教文館 1992年4月）
- 歴史の神学の行方 ティリッヒ、バルト、パネンベルク、ファン・リューラー （教文館 1993年3月）
- 聖餐の意味とその守り方 （日本基督教団鳥居坂教会〔鳥居坂教会文庫〕 1994年12月）
- 信徒のための神学入門 （教文館 1994年8月）
- トレルチ研究 （教文館 1996年5月）
- 癒しと信仰 （教文館 1997年1月）
- クリスマスのメッセージ （教文館 1999年10月）
- デモクラシーの神学思想 自由の伝統とプロテスタンティズム （教文館 2000年9月）
- 伝道の神学 21世紀キリスト教伝道のために （教文館 2002年9月）
- 窮地に生きた信仰 ヨセフ物語、ダビデ物語、ダニエル書による説教 （教文館 2002年10月）
- 伝道する教会の形成 なぜ、何を、いかに伝道するか （教文館 2004年1月）
- しかし、勇気を出しなさい 福音の倫理的力 （教文館 2004年5月）
- 日本の伝道 （教文館 2006年3月）
- いま、共にいますキリスト （教文館 2006年4月）
- 啓示と三位一体 組織神学の根本問題 （教文館 2007年1月）
- キリスト教の世界政策 現代文明におけるキリスト教の責任と役割 （教文館 2007年9月）
- 喜び祝い、喜び躍ろう 主イエス・キリストとの交わり （教文館 2008年12月）
- 万物の救済 （教文館 2009年1月）
- キリスト教倫理学 （教館 2009年10月）
- 福音主義自由教会の道 〈日本伝道150年〉講演集 （教文館 2009年12月）
- 二十世紀の主要な神学者たち―私は彼らからどのように学び、何を批判しているか （教文館、2011年）
- キリスト教弁証学     2016　（教文館）
- キリスト教教義学(上) 2021/12/28   (下) 2022/8/31  （教文館）

## 共編著
- キリスト教大学の新しい挑戦 （倉松功共著 聖学院大学出版会 1998年8月）

## 翻訳
- 人間とは何か―神学の光で見た現代の人間学（パンネンベルク／熊沢義宣共訳 白水社〔現代キリスト教思想叢書14〕  1975年）
- 現代の宗教的解釈 ティリッヒ著作集 第8巻 （白水社 1979年1月）
- トレルチ著作集 歴史主義とその諸問題 （ヨルダン社 1980年-1988年）
- 組織神学の根本問題 （W.パネンベルク 芳賀力共訳 日本基督教団出版局 1984年3月）
- キリスト教社会倫理 （W.パネンベルク 大木英夫と監訳 聖学院大学出版会 1992年4月）
- ブルンナー著作集 第4巻 教義学 3 （大村修文共訳 教文館 1998年1月）
- キリスト者は何を信じているか 昨日・今日・明日の使徒信条 （A.ファン・リューラー 相賀昇共訳 教文館 2000年12月）
- エーバハルト・ユンゲル説教集 霊の現臨 （山口隆康と監訳 教文舘 2002年2月）
- 現代に生きる教会の使命 （W.パネンベルク 大木英夫と監訳 聖学院大学出版会 2009年4月）

## 参考
- 『キリスト教年鑑2015年版』キリスト新聞社、2015年。
- J-GLOBAL
- 東京神学大学:http://www.tuts.ac.jp/01/ms.htm